# Julia Chávarri Otero
Julia Chávarri Otero (Cenicero, La Rioja, 1932-Vitoria, 2011) fue una trabajadora social española que era directora de la asociación Gao Lacho Drom, la agrupación de referencia del colectivo gitano alavés. Durante más de 40 años se dedicó a la integración del pueblo gitano en la ciudad de Vitoria.

## Trayectoria
Estudió Magisterio, Bellas Artes y Trabajo Social. En 1968, siendo aún religiosa del Divino Maestro, comenzó a trabajar directamente con los gitanos desde el ámbito de Cáritas Diocesana. Le impactó tanto verlos entre chabolas, que decidió dedicarse a ellos y lo hizo durante más de 40 años. Trabajó por el pueblo gitano, por sus condiciones de vida y por su integración en la sociedad vitoriana desde la dirección de la asociación gitana Gao Lacho Drom, Pueblo del Buen Camino, de Vitoria. En 1970 se secularizó.
Comenzó su andadura en el Campo de los Palacios cuando vivían en chabolas; contó con la ayuda de dos escolapios, José Ignacio Alberdi y José Luis Zabalza. Era principios de los años 70 y el entonces alcalde de la ciudad Manuel María Lejarreta se reunió con los patriarcas gitanos para decidir la ubicación del poblado Gao Lacho Drom (pueblo del Buen Camino).
En esta ubicación estuvieron once años, hasta que empezó a hundirse, empezaron a salir de él entre los años 1981 y 1983. Con un préstamo del ayuntamiento, José Ángel Cuerda era el alcalde, fueron distribuyéndose por distintos barrios de Vitoria, sobre todo, en Sansomendi. Unos años después, Julia Chávarri y el presidente de la asociación gitana Bartolomé Jiménez adquirieron el pueblo abandonado de Melledes, situado a 25 kilómetros de Vitoria, para convertirlo en un espacio ocupacional para los jóvenes gitanos desempleados. También crearon un grupo de terapia de rehabilitación para toxicómanos.
El ayuntamiento de Vitoria nombró a Julia Chávarri "Hija Adoptiva" de la ciudad por su trabajo por la integración de las personas de etnia gitana a través de la asociación 'Gao Lacho Drom.

## Premios y reconocimientos
- Premio a los derechos humanos “Jesús de Galíndez" en 1984 concedido por el ayuntamiento de Vitoria.
- Premio Sustatu del Gobierno Vasco a la asociación Gao Lacho Drom en 1991.
- Hija Adoptiva de la Ciudad de Vitoria por el Ayuntamiento de Vitoria.